# Bataille de Bénévent
 (juin 2010).
Si vous disposez d'ouvrages ou d'articles de référence ou si vous connaissez des sites web de qualité traitant du thème abordé ici, merci de compléter l'article en donnant les références utiles à sa vérifiabilité et en les liant à la section « Notes et références ».
Papauté - Hohenstaufen ou Guelfes et gibelins
Batailles
1150 – 1200
- Vernavola (1154)
- Spolète (1155)
- Tortone (1155)
- Milan (1158)
- Siziano (1159)
- Crema (1159)
- Carcano (1160)
- Milan (1162)
- Prataporci (1167)
- Alexandrie (1174-1175)
- Legnano (1176)

1201 – 1250
- Calcinato (1201)
- Casei Gerola (1213)
- Cortenuova (1237)
- Brescia (1238)
- Faenza (1239)
- Giglio (1241)
- Viterbe (1243)
- Parme (1248)
- Fossalta (1249)
- Cingoli (1250)

1251 – 1300
- Bataille de Montebruno (1255)
- Cassano (1259)
- Montaperti (1260)
- Bénévent (1266)
- Tagliacozzo (1268)
- Colle (1269)
- Roccavione (1275)
- Desio (1277)
- Forlì (1282)
- Pieve al Toppo (1288)
- Campaldino (1289)

1301 – 1350
- Pavie (1302)
- La Lastra (1304)
- Milan (1311)
- Soncino (1312)
- Gaggiano (1313)
- Rho (1313)
- Ponte San Pietro (1313)
- Scrivia (1315)
- Montecatini (1315)
- Pavie (1315)
- Sestri (1318)
- Bardi (1321)
- Mirandola (1321)
- Gorgonzola (1323)
- Vaprio d'Adda (1324)
- Altopascio (1324)
- Zappolino (1325)
- San Felice (1332)
- San Quirico (1341)
- Gamenario (1345)

1351 – 1402
- Mirandola (1355)
- Casorate (1356)
- Solara (1356)
- Alexandrie (1391)
- Casalecchio (1402)

Le 26 février 1266, la bataille de Bénévent (Italie) opposa les Siciliens du roi Manfred de Hohenstaufen aux Français et Provençaux de Charles d'Anjou, victorieux. Cette campagne est considérée par l'Église comme une croisade, Manfred étant excommunié.

## Histoire
Charles Ier d'Anjou, Capétien, comte d'Anjou, du Maine, de Provence et de Forcalquier, frère du roi de France Louis IX, était le champion du pape contre les Hohenstaufen, dynastie régnante de Sicile. Après avoir pris l'abbaye fortifiée de Mont-Cassin, la coalition de l'Angevin se dirigea vers Bénévent où le roi Manfred avait réuni son ost.

Forces en présence à Bénévent.

Les forces angevines comprenaient 12 000 hommes dont 3 000 chevaliers et sergents à cheval, 600 arbalétriers montés, et une infanterie — pour moitié d'arbalétriers — provençaux, auvergnats, champenois, gascons, bretons, flamands et des contingents de miliciens italiens. Manfred avait réuni une troupe deux fois supérieure de 9 000  à   10 000 archers arabes, 300  à   400 cavaliers arabes et berbères, 1 400 chevaliers normands de Sicile, 1 200 chevaliers allemands et 1 000 mercenaires toscans et lombards et quelques milliers de fantassins.
Au matin, les Angevins se mirent en ordre de bataille dans la plaine de l'autre côté du Calore, rivière bordant la ville de Bénévent. Manfred accepta le combat mais la sortie de ses troupes fut ralentie par la foule en liesse dans la ville.
De fait, alors que sa première ligne musulmane arrivait au contact, ses troupes allemandes n'avaient pas traversé le Calore et lui-même était encore en ville. Dans un premier temps, les musulmans harcelèrent la première ligne angevine, constituée d'infanterie, et qui ne tarda pas à lâcher pied. Les musulmans se précipitèrent pour massacrer ces fantassins.
À ce moment la troupe des Provençaux, menée par le maréchal de Mirepoix et Philippe de Montfort, chargea et écrasa les musulmans. Cependant, les Allemands de Manfred, enfin en ordre de bataille, contre-attaquèrent les Provençaux en adoptant une formation en coin. Manfred n'avait toujours pas traversé le pont sur le Calore.
Charles d'Anjou ordonna alors l'assaut de sa troupe qui prit de flanc les Allemands. Devant la déroute de ces derniers, les forces siciliennes de Manfred se replièrent en arrière du pont. Lorsque les Angevins débouchèrent sur sa position, il ne put rallier que quelques centaines d'hommes qui ne suffirent pas à le défendre. Charles d'Anjou ayant exigé de ne pas faire de quartier, Manfred fut massacré sur place.

## Conséquences
Cette bataille donna le royaume de Sicile à l'Angevin. Cependant, en 1268, Charles d'Anjou dut affronter le dernier des Hohenstaufen, Conradin à la bataille de Tagliacozzo et, 14 ans plus tard, ayant perdu le soutien du pape, il fut chassé de Sicile par les Vêpres siciliennes et par les héritiers de Manfred : sa fille Constance de Hohenstaufen et son gendre Pierre III d'Aragon régnèrent alors sur la Sicile.

## Jeux de simulations historiques
- Au Fil de l'Épée : Bouvines 1214 et Benevento 1266, de Frédéric Bey, série au Fil de l'Épée, Vae Victis no 45, 2002.
- (en) Oliver Lyman Spaulding et Hoffman Nickerson, Ancient and medieval warfare, New York, Barnes & Noble, 1993, 411 p. (ISBN 978-1-566-19241-5).